# お花茶屋駅
お花茶屋駅（おはなぢゃやえき）は、東京都葛飾区宝町二丁目にある、京成電鉄本線の駅である。駅番号はKS08。

## 歴史
- 1931年（昭和6年）12月19日：開設。

## 駅構造
相対式ホーム2面2線を有する地上駅。橋上駅舎を備える（青砥駅管理）。
エレベーターは改札外は駅北側道路横 - コンコース間を、改札内はコンコース - 1番ホーム間を、エスカレーターは改札内コンコース - 2番線ホーム間（上野寄り）をそれぞれ連絡している。なお、エスカレーターは上下2本並列であり、階段は併設されていない。
また、車椅子専用出口が各ホームへ直結する形で設置されている。トイレは青砥方面ホームに1か所ある。改札外コンコースにはファミリーマートお花茶屋駅店と、ゆうちょ銀行ATM・コインロッカー・証明写真機が設置されている。
当駅には、京成関屋駅や船橋競馬場駅同様に1段フルカラーLED式発車標が設置されている。

### のりば
| 番線 | 路線     | 方向 | 行先                                                              |
| ---- | -------- | ---- | ----------------------------------------------------------------- |
| 1    | 京成本線 | 上り | 日暮里・京成上野方面                                              |
| 2    | 京成本線 | 下り | 青砥・京成高砂・京成船橋・ 成田空港・京成千葉方面（京成本線経由） |
| 2    | 京成本線 | 下り | 北総線・ 成田空港方面（成田スカイアクセス線経由）                 |

## 利用状況
2024年度の1日平均乗降人員は32,727人である。
近年の1日平均乗降・乗車人員の推移は以下の通り。
| 年度               | 1日平均 乗降人員 | 1日平均 乗車人員 | 出典     |
| ------------------ | ---------------- | ---------------- | -------- |
| 1990年（平成02年） |                  | 16,477           | [ * 1 ]  |
| 1991年（平成03年） |                  | 16,697           | [ * 2 ]  |
| 1992年（平成04年） |                  | 16,770           | [ * 3 ]  |
| 1993年（平成05年） |                  | 16,690           | [ * 4 ]  |
| 1994年（平成06年） |                  | 16,362           | [ * 5 ]  |
| 1995年（平成07年） |                  | 15,915           | [ * 6 ]  |
| 1996年（平成08年） |                  | 15,611           | [ * 7 ]  |
| 1997年（平成09年） |                  | 15,408           | [ * 8 ]  |
| 1998年（平成10年） |                  | 15,014           | [ * 9 ]  |
| 1999年（平成11年） |                  | 14,798           | [ * 10 ] |
| 2000年（平成12年） |                  | 14,499           | [ * 11 ] |
| 2001年（平成13年） |                  | 14,556           | [ * 12 ] |
| 2002年（平成14年） | 29,016           | 14,641           | [ * 13 ] |
| 2003年（平成15年） | 29,344           | 14,760           | [ * 14 ] |
| 2004年（平成16年） | 29,467           | 14,797           | [ * 15 ] |
| 2005年（平成17年） | 30,160           | 15,082           | [ * 16 ] |
| 2006年（平成18年） | 30,643           | 15,329           | [ * 17 ] |
| 2007年（平成19年） | 31,030           | 15,557           | [ * 18 ] |
| 2008年（平成20年） | 31,202           | 15,647           | [ * 19 ] |
| 2009年（平成21年） | 30,922           | 15,482           | [ * 20 ] |
| 2010年（平成22年） | 30,576           | 15,315           | [ * 21 ] |
| 2011年（平成23年） | 30,060           | 15,057           | [ * 22 ] |
| 2012年（平成24年） | 30,429           | 15,244           | [ * 23 ] |
| 2013年（平成25年） | 31,250           | 15,671           | [ * 24 ] |
| 2014年（平成26年） | 31,141           | 15,614           | [ * 25 ] |
| 2015年（平成27年） | 31,679           | 15,881           | [ * 26 ] |
| 2016年（平成28年） | 32,497           | 16,288           | [ * 27 ] |
| 2017年（平成29年） | 33,442           | 16,751           | [ * 28 ] |
| 2018年（平成30年） | 33,781           | 16,909           | [ * 29 ] |
| 2019年（令和元年） | 34,319           | 17,180           | [ * 30 ] |
| 2020年（令和02年） | 26,460           | 13,254           |          |
| 2021年（令和03年） | 27,281           | 13,667           |          |
| 2022年（令和04年） | 29,420           | 14,743           |          |
| 2023年（令和05年） | 31,424           | 15,729           |          |
| 2024年（令和06年） | 32,727           | 16,378           |          |

## 駅周辺
- 曳舟川親水公園
- お花茶屋地下自転車駐車場
- お花茶屋駅前郵便局
- 葛飾区役所
- 葛飾区郷土と天文の博物館
- 葛飾区立お花茶屋図書館
- 四ツ木斎場
- 共栄学園中学高等学校
- 葛飾区立上千葉小学校
- 葛飾区立白鳥小学校
- 葛飾区立宝木塚小学校
- 葛飾区立大道中学校
- 都営バス 南千住営業所青戸支所
- かつしかFM
- いなげや お花茶屋店
- オリンピック お花茶屋店
- ベルクス お花茶屋店
- ドン・キホーテ 青戸店

## バス路線
最寄りの停留所は「お花茶屋駅」である。京成バス東京により運行されている。
- 有57：亀有駅 行 / 葛飾営業所 行
- 有70：亀有駅経由 金町駅 行 / ウェルピアかつしか 行 ※平日1便のみ運行
- 綾02：綾瀬駅 行 / 葛飾営業所 行

かつては日立自動車交通のレインボーかつしかが乗り入れていたが、現在は運行を休止している。
一部のバス路線はかつて駅東側のロータリーに乗り入れていたが、現在は曳舟川親水公園通り沿いの停留所に集約されている。

## 付記
- 押上より当駅付近を経由して亀有方面へ延伸する都市高速鉄道8号線計画がある。
- 京成線全線を1372 mmから1435 mmへ改軌する際に、上野方面、成田方面からの列車をそれぞれ当駅で折返し、仮設ホームを設置していた時期があった[5]。

## 名前の由来
江戸幕府八代将軍の徳川吉宗が鷹狩に興じていた際に腹痛を起こし、その際「お花」という名前の茶屋の娘に看病され快方したという言い伝えからである。お花茶屋の項目参照。

## 隣の駅
京成電鉄
 本線
■快速特急・■アクセス特急・■特急・■通勤特急・■快速
通過
■普通
堀切菖蒲園駅 (KS07) - お花茶屋駅 (KS08) - 青砥駅 (KS09)